# Daniel Ritchie
Daniel Ritchie (Margate, 6 de enero de 1987) es un deportista británico que compitió en remo. Ganó tres medallas en el Campeonato Mundial de Remo entre los años 2010 y 2013.

## Palmarés internacional
| Campeonato Mundial | Campeonato Mundial        | Campeonato Mundial | Campeonato Mundial |
| Año                | Lugar                     | Medalla            | Prueba             |
| ------------------ | ------------------------- | ------------------ | ------------------ |
| 2010               | Cambridge (Nueva Zelanda) | Medalla de plata   | Ocho con timonel   |
| 2011               | Bled (Eslovenia)          | Medalla de plata   | Ocho con timonel   |
| 2013               | Chungju (Corea del Sur)   | Medalla de oro     | Ocho con timonel   |